# Берег Правди
Берег Правди — частина Східної Антарктиди приблизно між 88° та 100° східної довготи, між шельфовими льодовиками Західним і Шеклтона. Омивається морем Дейвіса. Берег Правди круто підвищується на південь до 1500 метрів, він вкритий льодовим покривом, грубизна якого до 1000 метрів. На Березі Правди знаходиться російська (колишня радянська) антарктична станція «Мирный» (з 1956). Берег названий на честь газети «Правда».